# Ковид 19, наука на првом месту
Наука наука на првом месту (енгл. ScienceUpFirst) је канадска иницијатива покренута за сузбијање дезинформација на мрежи, посебно о ковиду 19. Иницијатива је покренута 25. јануара 2021, и она окупља независне научнике, здравствене раднике и научне комуникаторе.

## Циљеви и историја
Иницијатива за овакву контролу протока информација је резултат разговора између сенатора Стена Кучера и Тимотија Колфилда, који су разговарали о начинима да се супротставе дезинформацијама о ковиду 19. Организује се око Канадског удружења научних центара, канадског ковид 19 извора информација и Института за здравствено право Универзитета Алберта.
Подгрупе које састављају ову групу имају за циљ ширење информација које су креирали њихови чланови или одабране из веродостојних извора. Почевши од марта 2021. године, такође планира да прати дезинформације на мрежи и објави научно заснован садржај како би им се супротставио. Поред регрутовања спортиста и познатих личности, гради мрежу волонтера за повећање дистрибуције одабраних информација.
Иницијатива ће бити посебно активна против дезинформација о вакцинацији против ковида 19, што прети да утиче на стопу вакцинације. Колфилд је прокоментарисао да је количина дезинформација које круже у контексту пандемије ковид 19 је огромна, за разлику од било чега што се дешавало у ранијем периоду. Он се нада да ће кампања моћи да добије информације људима који траже поуздане информације на мрежи.
Кампања је активна на Твитеру, Фејсбуку и Инстаграму. Покушава да примени најбоље праксе у борби против дезинформација које су идентификоване различитим студијама о научној комуникацији и јавном мњењу.